# CAL 카고 항공
CAL 카고 항공(영어: CAL Cargo Airlines, 히브리어: ק.א.ל.)는 이스라엘의 화물 항공사로 총 5개 노선을 취항하고 있다. 본사는 이스라엘 예루살렘에 위치해 있으며 1976년에 설립했다. 또한 사용하고 있는 허브 공항으로 벤구리온 국제공항이 있다.

## 운항 노선
- 2012년 2월 현재 CAL 카고 항공은 다음과 같은 노선을 운항하고 있다.

### 아시아
- 이스라엘
  - 텔아비브 - 벤구리온 국제공항 허브

### 유럽
- 노르웨이
  - 오슬로 - 오슬로 가르데르모엔 국제공항
- 벨기에
  - 리에주 - 리에주 국제공항
- 키프로스
  - 라르나카 - 라르나카 국제공항

### 북아메리카
- 미국
  - 뉴욕 - 존 F. 케네디 국제공항
  - 애틀란타 - 하츠필드 잭슨 애틀랜타 국제공항
- 멕시코
  - 멕시코시티 - 멕시코시티 국제공항

## 보유 기종
- 2012년 2월 기준으로 CAL 카고 항공은 다음과 같은 기종을 보유하고 있으며 평균 기령은 29.6년이다.[1][2]

## 사진

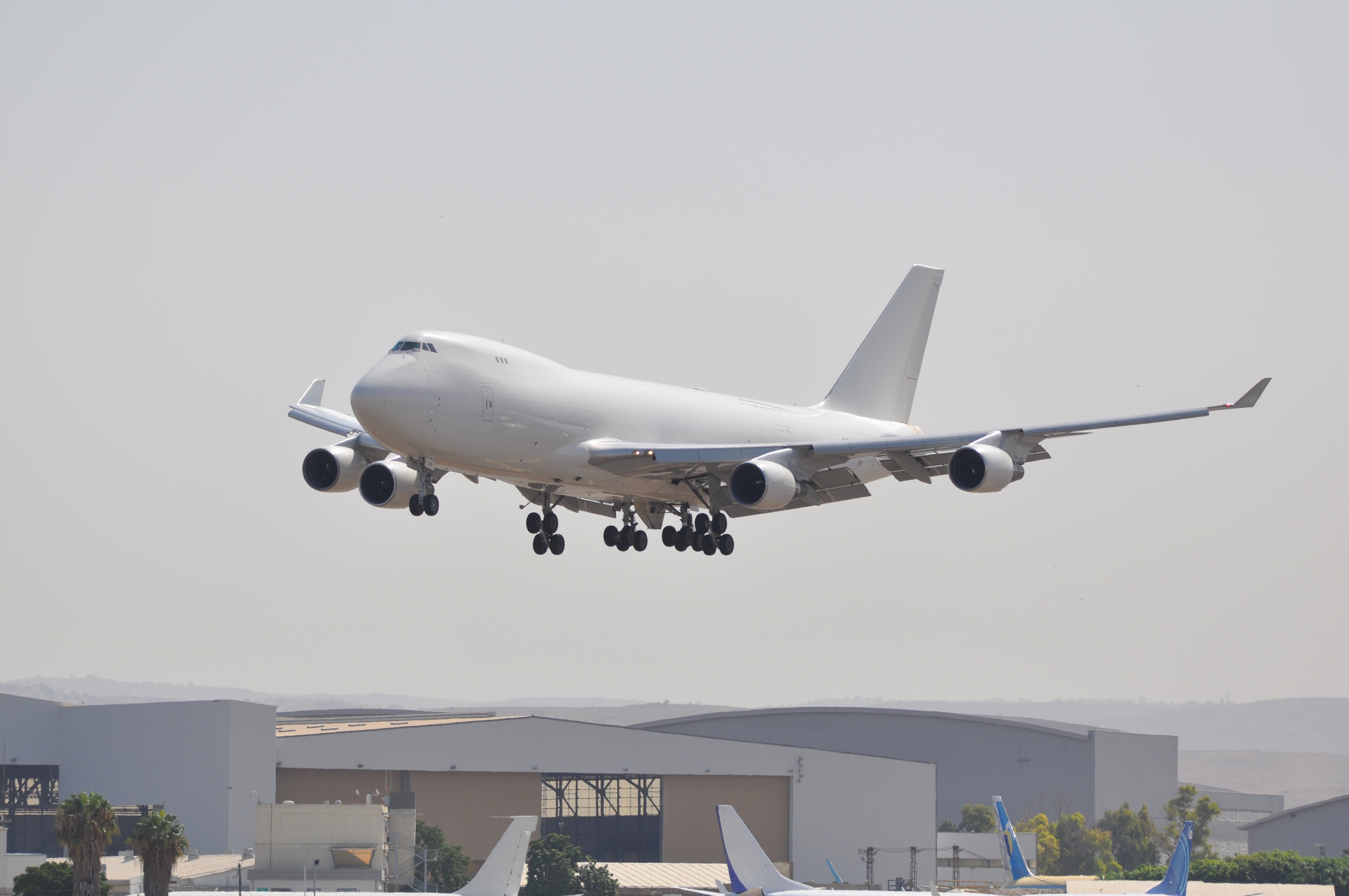
CAL 카고 항공 소속 보잉 747-400ERF 항공기

## 같이 보기
- 엘알 이스라엘 항공

- 엘알 이스라엘 항공

- 엘알 이스라엘 항공